# Hancheng
Hancheng (韩城市S, HánchéngP) è una città-contea della Cina, situata nella provincia dello Shaanxi e amministrata dalla prefettura di Weinan.